# ريكاردو مارتينيز
ريكاردو مارتينيز (بالإسبانية: Ricardo Julián Martinez Pavón) هو لاعب كرة قدم باراغواياني في مركز قلب الدفاع، ولد في 18 فبراير 1984 في أسونسيون في باراغواي. لعب مع أتلتيكو مينيرو وأوليمبيا أسونسيون ونادي سبورتينغ كريستال ونادي غاما ونادي ليبرتاد وناسيونال أسونسيون.

## وصلات خارجية
- ريكاردو مارتينيز على موقع قاعدة بيانات كرة القدم.إي يو (الإنجليزية)
- ريكاردو مارتينيز على موقع Soccerway.com (الإنجليزية)
- ريكاردو مارتينيز على موقع AS.com (الإسبانية)